# Vampyrodes
Vampyrodes é um gênero de morcegos da família Phyllostomidae, subfamília Stenodermatinae. As espécies do gênero ocorrem do sul do México até o norte da Bolívia e sudeste do Brasil, atingindo seu limite sul no estado de Santa Catarina. São morcegos frugívoros caracterizados pela presença de quatro listras brancas faciais e uma listra branca dorsal.

## Taxonomia e evolução
Os morcegos do gênero Vampyrodes fazem parte da subtribo Vampyressina. Na mesma subtribo são classificados os gêneros Chiroderma, Platyrrhinus, Mesophylla, Uroderma, Vampyressa e Vampyriscus.. O gênero é morfologicamente similar a seu parente mais próximo, Platyrrhinus, compartilhando com este a presença de quatro listras claras faciais, uma listra dorsal que vai até o topo da cabeça e uma franja de pelos brancos na borda distal do uropatágio. 
Tradicionalmente apenas uma espécie era reconhecida no gênero, Vampyrodes caraccioli, com duas subespécies, V. c. caraccioli e V. c. major. Entretanto, dados moleculares e morfológicos corroboram a elevação das duas subespécies a espécies distintas, com uma espécie (V. major) ocorrendo a oeste da Cordilheira dos Andes e a outra (V. caraccioli) ocorrendo a leste.

## Espécies
- Vampyrodes caraccioli (Thomas, 1889)
- Vampyrodes major  Allen, 1908